# سواها قلبي (ألبوم)
سواها قلبي هو البوم للفنانة السورية أصالة نصري، تم إصداره عام 2007، تم إنتاج وتوزيع الألبوم من قبل شركة روتانا وهو مكون من 9 أغاني.

## عن الألبوم
في صيف 2007 كان لعشاق أصالة موعد مع ألبوم سواها قلبي، ألبوم شكل طفرة فنية
في الساحة الخليجية بشكل عام ومسيرة أصالة الخليجية بشكل خاص، تعاونت من خلاله مع الملحن السعودي الشاب سهم، الذي شكل تواجده في هذا الألبوم الحدث الذي جعل من اسمه رقم صعب في ميدان التلحين
فيما بعد، باكورة تعاملهم كانت أربعة أعمال، ثلاث نصوص منها للشاعرة الشابة العاليه
و نص للشاعر الكويتي المعروف خالد المريخي، نجحت من هذي الأعمال : لاتخاف من الزمن وسواها قلبي، وحضيت طلبتك بإشادات نقذية، بعيداً عن أعمال سهم ضم الألبوم أغنية شموخ عزي
للملحنة ليل التي استطاعت أن تلفت لها الأنظار من أول تجربة لها بكلمات جريئة وجديدة من الشاعرة الشابة معتزه.باقي الأعمال أبرزها كان عمل أمنية الذي سرد مشاعر أم تجاه ابنها، إضافةً لنص إقرب قريب لسعود الهاجري الذي جاء كرد على نص روّح وروح للشيخ حمدان بن محمد بن راشد آل مكتوم.
المميز في ألبوم سواها قلبي، قدرته على عكس روح أنغام الخليج الصرفة بثوب حداثي كما لو كانت بعض أعماله ثراث خليجي منفذ في عصرنا الحالي.

## قائمة الأغاني
| #  | عنوان                    | تأليف                                | تلحين ، توزيع                    | المدة |
| -- | ------------------------ | ------------------------------------ | -------------------------------- | ----- |
| 1. | "لا تخاف على يوتيوب"     | العاليه                              | سهم ، خالد عز & هاني فرحات       | 5:15  |
| 2. | "تبي تتركني على يوتيوب"  | العاليه                              | سهم ، خالد عز & هاني فرحات       | 4:49  |
| 3. | "سواها قلبي على يوتيوب"  | خالد المريخي                         | سهم ، خالد عز & هاني فرحات       | 5:07  |
| 4. | "أمنية على يوتيوب"       | ملامح                                | صلاح أحمد ، خالد عز & هاني فرحات | 5:38  |
| 5. | "كلمة شكر على يوتيوب"    | بنت المعاني                          | أحمد الهرمي ، أحمد أسدي          | 4:55  |
| 6. | "أقرب قريب على يوتيوب"   | سعود الهاجري                         | فايز السعيد ، إبراهيم السويدي    | 7:04  |
| 7. | "ديرة الغربة على يوتيوب" | الشيخ حمدان بن محمد بن راشد آل مكتوم | فايز السعيد ، إبراهيم السويدي    | 6:16  |
| 8. | "طلبتك على يوتيوب"       | العاليه                              | سهم ، عمرو عبد العزيز            | 6:22  |
| 9. | "شموخ عزي على يوتيوب"    | معتزه                                | ليل ، مدحت خميس                  | 6:03  |

## قائمة الأغاني المصورة
| اسم الأغنية | إخراج        |
| ----------- | ------------ |
| لا تخاف     | طارق العريان |